# Dialekt mediolański
Dialekt mediolański – dialekt języka lombardzkiego, używany w Mediolanie we Włoszech. Posługuje się nim ok. 2 milionów osób. Przez mediolańczyków nazywany jest milanes, milanées, a także meneghino (meneghin, meneghìn).
Głównym przedstawicielem literatury tworzonej w dialekcie mediolańskim jest Carlo Porta.